# Birobates nasutus
Birobates nasutus is een mijtensoort uit de familie van de Oripodidae. De wetenschappelijke naam van de soort is voor het eerst geldig gepubliceerd in 2006 door Aoki.